# ممهور با یک بوسه
«ممهور با یک بوسه» (به انگلیسی: Sealed with a Kiss) تک‌آهنگی از هنرمند اهل ایالات متحده آمریکا بابی وینتون است که در سال ۱۹۷۲ میلادی منتشر شد.
این تک‌آهنگ در چارت‌های ، جزو ده ترانه اول قرار گرفت.